# Берлин.Берега
«Берли́н.Берега́» — литературный журнал на русском языке, издающийся с 2015 года в Германии. Журнал публикует русскоязычные произведения авторов, проживающих в этой стране. Периодичность издания — два номера в год.

## Концепция
Концепцией журнала «Берлин.Берега» является предоставление возможности выступить на страницах издания авторам из Германии, а также продолжение традиций русских-советских-российских «толстых» журналов. Несмотря на рост в конце ХХ — начале XXI веков числа русскоязычных периодических изданий, в Германии, по словам редактора отдела поэзии журнала, ощущался недостаток «пространства для высказывания» в виде именно литературного журнала для авторов, проживающих в Германии, но пишущих на русском языке — прозаиков, поэтов, переводчиков и литературоведов. В немецкоязычных источниках подчёркивается, что журнал о Германии, наполненный произведениями русскоязычных авторов, является хорошим средством против ксенофобии.
«Берлин.Берега» выходит два раза в год. В каждой рубрике конкретного номера печатаются произведения 4-5 авторов, представляющих различные направления литературы. Раздел «Переводы» содержит версию каждого текста на двух языках (русский и немецкий) для демонстрации работы переводчика и привлечения русскоязычного читателя к немецким текстам.
Изначально журнал создавался как бумажный «толстый» журнал, так как, по мнению его главного редактора, «настоящий журнал — может жить только на бумаге (точнее, его основным носителем должна быть бумага)».
На обложке журнала изображён берлинский мост Обербаумбрюкке, что символизирует связь двух культур — германоязычной и русскоязычной. Сама обложка выполнена в стилистике «Нового мира» — серо-голубые тона, а среди немногочисленных иллюстраций только чёрно-белые.
Инициатором создания журнала был его главный редактор Григорий Аросев. При этом название журнала «Берлин.Берега» предложил редактор раздела «Переводы» Эдуард Лурье. Дизайн обложки разработала Мария Аросева, которая также занимается дизайном, вёрсткой и макетом издания.
Презентация первого номера журнала состоялась 21 февраля 2016 года в Берлине в кафе Vater Bar. 16 июня того же года в Институте славистики при Университете имени Гумбольдта был представлен второй номер журнала. Во время презентации прошла дискуссия под руководством доктора филологии — профессора Cюзанны Франк (Susanne Frank), в ходе которой обсуждалась проблема: «имеет ли право автор, переехавший в другую страну, не писать о своей эмиграции?».

## Редакция и структура журнала
- Главный редактор — Григорий Аросев
- Редактор отдела «Поэзия» — Женя Берг
- Редакторы отдела «Проза» — Михаил Шлейхер, Мария Родина
- Редактор отдела «Переводы» — Эдуард Лурье
- Художник — Лилия Лурье
- Дизайн, вёрстка, макет — Мария Аросева
- Секретарь — Лев Бодер

В разное время в редакции состояли: Ирина Мург, Дарья Сосницкая, Дмитрий Вачедин, Катерина Ульверт, Юлия Лебедева, Вера Колкутина, Екатерина Гугля, Мария Стенина, Анастасия Андреева
Рубрики: «Поэзия», «Проза», «Дебют» (для начинающих прозаиков), «Переводы», «Интервью», «Эссеистика и публицистика», «Рецензии», «Театр».

## Авторы
Среди авторов, чьи произведения появились на страницах издания, были такие имена, как Людмила Улицкая (с ней вышло интервью), Алексей Макушинский, Дмитрий Драгилёв, Борис Хазанов, Илья Члаки, Юлия Ефременкова, Владимир Каминер, Сергей Штурц, Александр Дельфинов, Ильдар Харисов, Татьяна Дагович, Даниил Бендицкий, Ильдар Абузяров, Елена Тихомирова, Евгения Доброва, Михаил Шлейхер, Марина Степнова, Александр Филюта, Дмитрий Белкин, Сергей Бирюков, Игорь Шестков, Олег Юрьев.

## Критика
В целом критика благосклонно отнеслась к появлению нового журнала. Среди его важных особенностей указывалась его аполитичность и ориентированность на широкий круг читателей, интересующихся именно литературой. При этом отмечалось, что, при объёме каждого номера в 190—210
полос, журналу не хватает произведений формата повести или полноценной сюжетной новеллы.